# Zinasco
Zinasco és una comune italiana de 3.131 habitants a la província de Pavia a Llombardia. Consta de dos centres habitats, Zinasco Vecchio i Zinasco Nuovo que, amb la frazione Sairano, estan alineats a la vora de la terrassa de Lomellina, dominant la vall al·luvial del riu Po, just aigües avall de la confluència del Terdoppio. Els altres nuclis menors que formen el municipi de Zinasco són Bombardone, Cascinino i Gerone.